# Latronquière
 Latronquière  (en occitano Latronquièra) es una población y comuna francesa, situada en la región de Mediodía-Pirineos, departamento de Lot, en el distrito de Figeac y cantón de Latronquière.

## Demografía
| 545 | 597 | 636 | 617 | 555 | 538 |
| Para los censos de 1962 a 1999 la población legal corresponde a la población sin duplicidades (Fuente: INSEE [Consultar]) |     |     |     |     |     |